# Villa argentosa
Villa argentosa är en tvåvingeart som beskrevs av Joseph Hannum Painter 1933. Villa argentosa ingår i släktet Villa och familjen svävflugor. Inga underarter finns listade i Catalogue of Life.